# La Merveilleuse Visite
Pour plus de détails, voir Fiche technique et Distribution.
La Merveilleuse Visite est un film franco-italien réalisé Marcel Carné, sorti en 1974.

## Synopsis
Un jeune homme, inanimé et nu, est découvert sur une plage par le curé d’un village de la côte bretonne. Conduit au presbytère et examiné par le médecin qui le déclare indemne et en bonne santé, l’homme reprend connaissance, incapable de dire comment il s’appelle tout en prétendant venir d’un autre monde, sans toutefois pouvoir préciser d’où exactement. Le curé héberge celui qu’il nomme « Jean », se référant au jour saint où il l’a découvert. Jean crée l’émoi dans le village en fonction des croyances et des préjugés de ses habitants : est-ce un ange tombé du ciel, un illuminé ou un imposteur ?  

## Fiche technique
- Titre original : La Merveilleuse Visite
- Réalisation : Marcel Carné
- Assistants réalisation : Gérard Dreyfus, Patrick Brown, Serge Meynard
- Scénario : Marcel Carné, Didier Decoin et Robert Valey, d'après le roman de H. G. Wells, The Wonderful Visit (en) (1895)[1]
- Dialogues : Didier Decoin
- Direction artistique : Bernard Evein, Louis Le Barbenchon
- Maquillages : Jacqueline Pipard
- Photographie : Edmond Richard
- Cadrage : Bernard Sury
- Son : René Longuet
- Montage : Henri Rust
- Musique : Alan Stivell
- Photographe de plateau : Raymond Voinquel
- Production : Jacques Quintard, Roger Delpey
- Sociétés de production : ORTF (France), Paris-France-Films (France), Mandala Films (France), Zafes Films (Italie), CNC (France)
- Sociétés de distribution : Gaumont (France), Orion Films (France), Mandala Films (France), Sogefrance Promotion (France)
- Studios : Paris-Studios-Cinéma (Studios de Billancourt)
- Pays de production :  France,  Italie
- Langue originale : français
- Format : 35 mm — couleur — 1.661 — son monophonique
- Genre : drame, fantastique
- Durée : 107 minutes
- Dates de sortie : 
  - France mai 1974 au Marché du film de Cannes,
  - France : 27 novembre 1974 dans les salles
- (fr) Classification CNC : tous publics (visa d'exploitation no 41680 délivré le 19 juillet 1974)

## Distribution
- Gilles Kohler : Jean, l'ange
- Roland Lesaffre : Ménard, le bedeau
- Lucien Barjon : le recteur
- Pierre Répécaud : l'enfant
- Debra Berger : Deliah
- Jean-Pierre Castaldi : François Mercadier, le fiancé de Deliah
- Yves Barsacq : le docteur Jeantel
- Jacques Debary : Léon, le patron du bistrot
- Tania Busselier : Lucette, serveuse du bistrot et femme de Léon
- Mary Marquet : la duchesse
- William Berger : l'homme à la moto
- Charles Bayard : un invité au concert
- Martine Ferrière : l'épicière
- Jean Gras : Émile
- Jean Le Mouël : Étienne
- Bernard Musson : le flûtiste
- Louis Navarre : Alphonse, le photographe
- Jeanne Pérez : la femme de la maison peinte par Jean
- Patrice Pascal : jeune homme au bistrot
- Marcel Rouzé
- Andrea Tagliabue
- Bernard Bireaud
- Hermano Casanova
- Catherine Lafond (non créditée)

## Production

### Attribution des rôles
Marcel Carné raconte ses péripéties pour dénicher l'oiseau rare devant incarner son « ange ». Ne l'ayant pas trouvé en France, il part à sa recherche à Rome, et le découvre en la personne du jeune acteur américain révélé en 1969 par Fellini dans son Satyricon, Hiram Keller, bien qu'il reproche à celui-ci de faire « un peu pervers pour un ange ». Mais ce n'est pas ce qui va éliminer l'acteur du casting, c'est son incapacité à apprendre le français comme Marcel Carné le lui a demandé deux mois avant le début des prises de vues. Car, fin mai 1973, bien que Hiram Keller se soit engagé par contrat à dire son texte en français, il n'a pas suffisamment travaillé et demeure incapable de parler correctement notre langue. Marcel Carné fait alors appel à son 2e choix repéré lors des essais, le cover-boy Gilles Kohler. Marcel Carné avait également trouvé à Rome une jeune actrice italienne « très belle et ayant du caractère », Agostina Belli (parlant parfaitement le français), pour le rôle de Deliah. Mais à cause du temps perdu avec la valse des producteurs, Agostina Belli n'était plus libre quand vint le moment du tournage.

### Tournage
- Période de prises de vue : fin mai à décembre 1973[2].
- Intérieurs : studios de Billancourt (Hauts-de-Seine).
- Extérieurs dans le Finistère (Région Bretagne)[4] : Camaret-sur-Mer, pointe de Pen-Hir, pointe du Van, Pont-Croix, région de Quimper.

Sites de tournage extérieur dans le Finistère
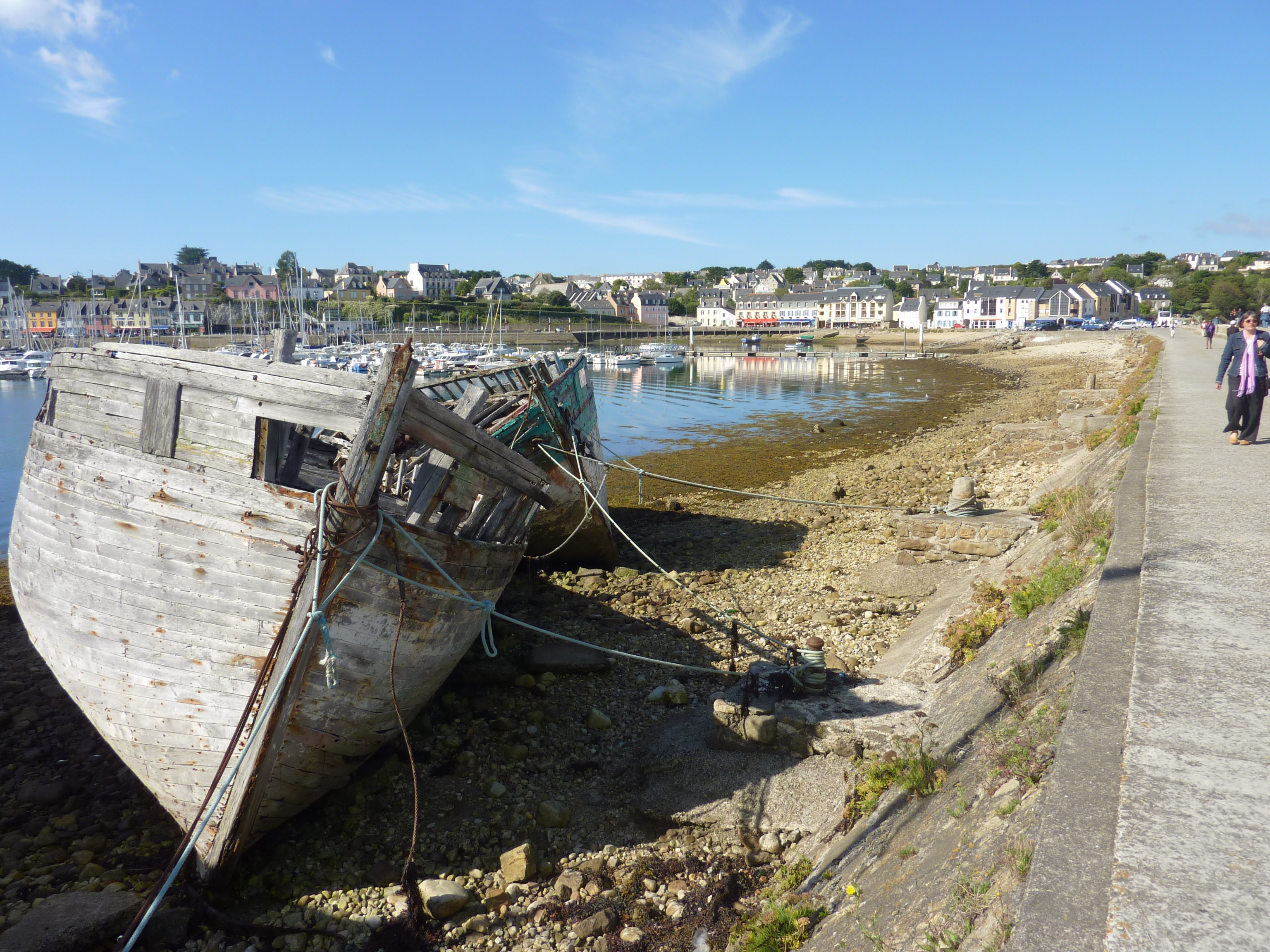
Port de Camaret-sur-Mer
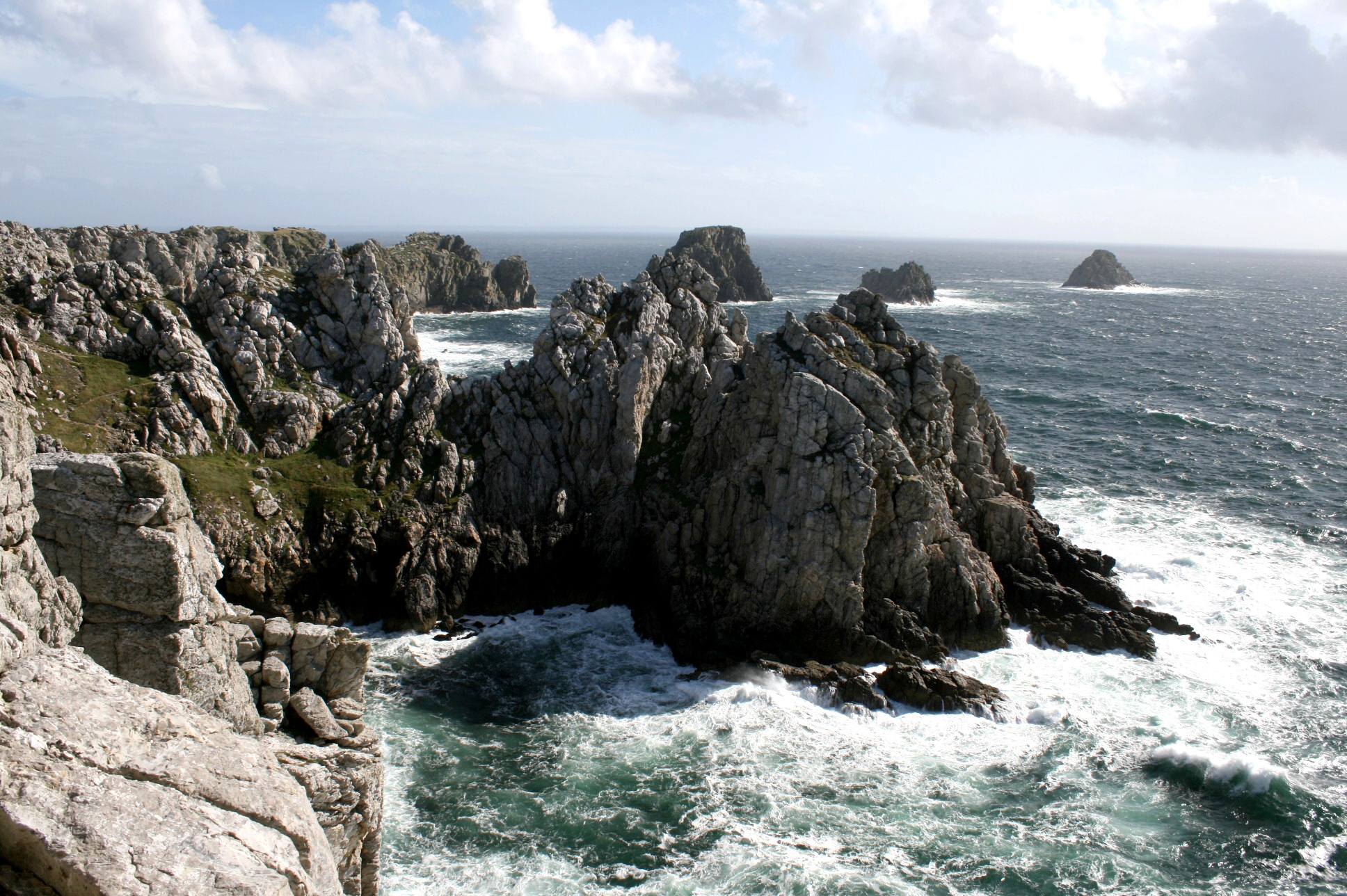
Pointe de Pen-Hir et son « tas de pois »
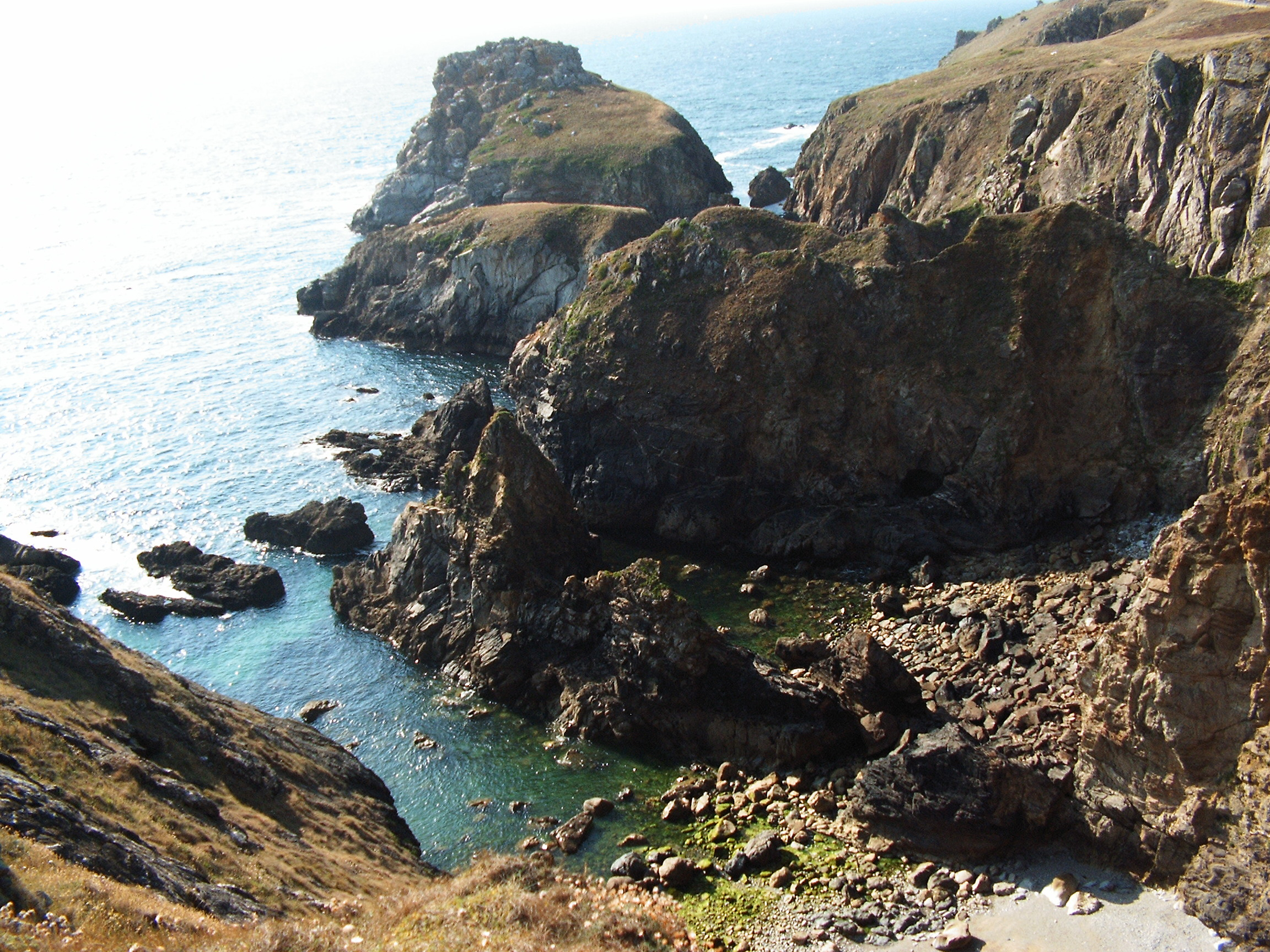
Pointe du Van
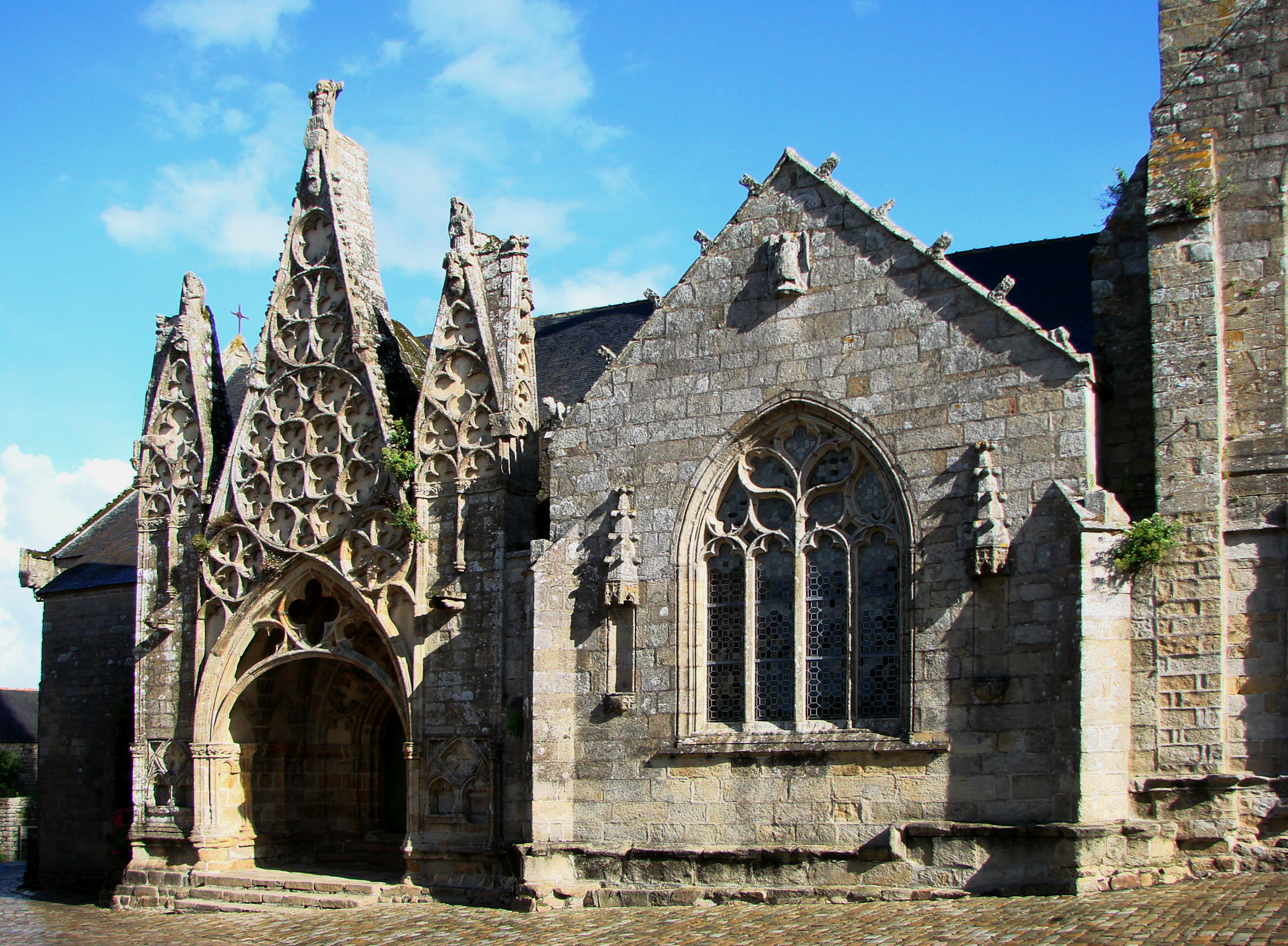
Collégiale Notre-Dame de Roscudon à Pont-Croix
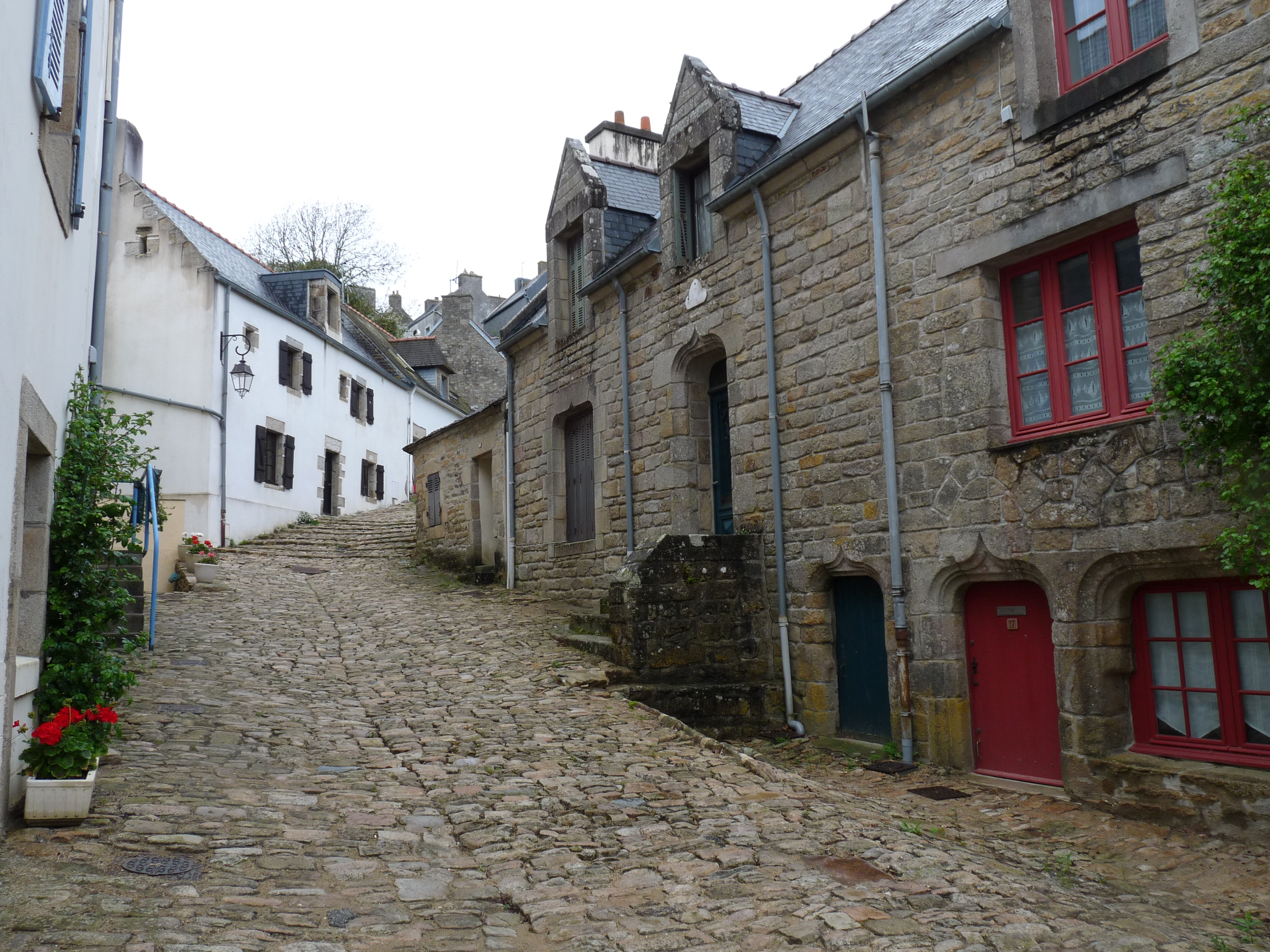
Grande Rue Chère de Pont-Croix

- Marcel Carné[2] : « Commença la plus incroyable aventure que j'aie vécue durant le tournage d'un film. Ç'allait être un maelström d'événements, un tourbillon d'incidents incessants, suscitant une tension nerveuse qui faisait parfois se dresser les techniciens les uns contre les autres... Cela tenait au temps, anormalement capricieux, qui nous faisait sans cesse courir d'un lieu à un autre ; aux défraiements qui n'arrivaient jamais chaque fin de semaine comme prévu ; aux payes non effectuées ; aux grèves répétées qui en résultaient et occasionnaient des bouleversements dont on n'a pas la moindre idée dans le plan de travail ; à l'intendance qui suivait rarement... » S'ajoute à tout cela la profusion de « chèques en bois » émis par un producteur peu scrupuleux, (« l'émission de chèques sans provision — un rien vingt-sept ! ») qui fait jaillir la flamme qui couvait sous la cendre...

### Musique
Marcel Carné : « Le premier combat que je dus livrer fut pour imposer la musique d'Alan Stivell... Personne n'en voulait. […] J'avais beau leur faire savoir que plusieurs airs, tels que la musique du bal et surtout les trois partitions de violon, avaient été enregistrés en play-back, qu'il faudrait tout recommencer, que cela coûterait « très cher », pour reprendre une formule dont on m'avait rabâché les oreilles, rien n'y faisait... […] Je finis par l'emporter en pratiquant la force d'inertie. Imperturbable, je continuai de monter le film et sa musique comme je l'entendais, sans me soucier davantage des criailleries... »

### Diffusion à la télévision française
- Vendredi 30 décembre 1977, 16h00, TF1[5].
- 2012, Ciné FX[6].

## Accueil
Marcel Carné : « Quintard [producteur] tenait absolument à ce que le film soit présenté au Festival de Cannes. J'étais d'accord, à la condition qu'il ne figure pas dans la compétition. » Mais la Commission de sélection rejette le film. Le producteur ne capitule pas et le présente au Marché du film de Cannes. La projection a lieu au cinéma « Le Paris ». Marcel Carné se souvient que « L'accueil est plus que favorable... À la sortie, des mains se tendent vers moi. Je saisis vaguement : — Le meilleur film du Festival... Vic Vance, photographe à Paris Match est aussi de cet avis... Que n'est-il critique cinématographique au même journal ! […] De fait, les jours qui suivent, les échos entendus sur La Croisette sont extrêmement favorables au film... Une deuxième projection est organisée ; elle attire la même affluence que la première... Et il faudra en organiser une troisième... […] Malgré le succès indéniable que le film vient de remporter à Cannes, Quintard déclare rencontrer des difficultés pour sa sortie à Paris. » Après avoir reçu un accueil « extrêmement flatteur » lors des projections en août à La Baule et à Deauville, la première parisienne est envisagée pour l'inauguration du nouveau cinéma Publicis Champs-Élysées prévue en décembre, mais le producteur veut que la projection soit effectuée à la rentrée. La première a donc lieu en septembre dans une salle d'un passage de l'avenue des Champs-Élysées. Le film est projeté en présence d'Arletty et de Michèle Morgan. L'accueil du public est chaleureux et l'interprétation de Roland Lesaffre est très remarquée, « succès qu'il n'avait pas connu depuis Thérèse Raquin », dixit Marcel Carné. Mais contrairement à l'accueil public, celui de la critique est beaucoup plus réservé. Henry Chapier aurait voulu « que le réel ne fut pas réel (?) » tandis que Louis Chauvet, critique au Figaro voit une débutante en Mary Marquet (70 ans de carrière...) et Robert Chazal, de France-Soir, trouve la réalisation d'un « conventionnel figé ». Ce qui ne refroidit pas l'accueil enthousiaste que le public continue de réserver à La Merveilleuse Visite. Après la projection à Quimper, un vieux breton, ému, dit à Marcel Carné : « Je ne savais pas que j'habitais un si beau pays ». Et malgré sa distribution dans un circuit de salles médiocres, le film continuera de faire de nombreuses entrées jusqu'à ce qu'il soit, sans raison apparente, brusquement retiré de l'affiche.